# Star Spangled Rhythm
Star Spangled Rhythm (Brasil: Coquetel de Estrelas / Portugal: Cocktail de Estrelas) é um filme estadunidense de 1942, do gênero comédia musical, dirigido por George Marshall e estrelado por Betty Hutton e Eddie Bracken. O filme é uma combinação engenhosa de comédia, patriotismo, dança e canções espetaculares e a própria Paramount Pictures, responsável pela sua produção. Um fio de história é o suficiente para fazer desfilar na tela todos os astros daquele estúdio: Bing Crosby, Bob Hope, Ray Milland, Susan Hayward, Fred MacMurray, Paulette Goddard, Veronica Lake, Alan Ladd, Dick Powell, Dorothy Lamour e outros, além dos diretores Cecil B. DeMille e Preston Sturges.
O filme recebeu duas indicações para o Oscar: Melhor Trilha Sonora (filme musical) e Melhor Canção, para That Old Black Magic, de Harold Arlen e Johnny Mercer, que foi um grande sucesso popular, assim como Hit the Road to Dreamland, dos mesmo autores.
Segundo o historiador Ken Wlaschin, Star Spangled Rhythm é um dos dez melhores filmes da carreira de Betty Hutton.

## Sinopse
Pop Webster já brilhou como ator no cinema mudo, porém hoje não passa de guarda de segurança na Paramount Pictures. Ainda assim, garante a seu filho Johnny, lotado na Marinha, que é vice-presidente da companhia. Quando Johnny chega com vários amigos, Pop tenta seguir com a[mentira e, auxiliado pela telefonista Polly Judson, monta um show, com a participação dos grandes nomes do estúdio.

## Elenco
| Ator/Atriz    | Personagem     |
| ------------- | -------------- |
| Betty Hutton  | Polly Judson   |
| Eddie Bracken | Johnny Webster |
| Victor Moore  | Pop Webster    |
| Walter Abel   | B.G. DeSoto    |
| Gil Lamb      | High Pockets   |
| Cass Daley    | Mimi           |

... e uma extensa relação de astros e estrelas da Paramount, que interpretam a si mesmos  em esquetes e números musicais.

## Principais premiações
| Prêmio | Categoria                                         | Situação |
| ------ | ------------------------------------------------- | -------- |
| Oscar  | Melhor Canção Melhor Trilha Sonora (filme musical | Indicado |